# Fire and Gasoline
Fire and Gasoline es el segundo álbum lanzado por el músico británico Steve Jones (exmiembro de Sex Pistols ) en 1989. Cuenta con la colaboración de Axl Rose de Guns N' Roses en la canción "I Did U No Wrong" y de Nikki Sixx de Mötley Crüe en "We're No Saints". El sonido del disco tiene gran influencia en el heavy metal de los '80, distanciándose del estilo punk de Jones. Además, hay una versión de "Suffragette City" de David Bowie.

## Lista de canciones
- Todas las canciones compuestas por Steve Jones, excepto donde se indique lo contrario.

1. "Freedom Fighter"
2. "We're No Saints" (Jones, Terry Neils, Nikki Sixx)
3. "God In Louisiana" (Jones, Tonio K)
4. "Fire And Gasoline"
5. "Hold On"
6. "Trouble Maker" (Jones, Peter Wells, Terry Nails, Angry Anderson Troat, Gordon Leach, Dallas Royal)
7. "I Did U No Wrong" (voz de Axl Rose)
8. "Get Ready"
9. "Gimme Love"
10. "Wild Wheels"
11. "Leave Your Shoes On" (Jones, Ian Astbury)
12. "Suffragette City" (David Bowie)

## Personal
- Steve Jones - voz, guitarra
- Billy Duffy - guitarra
- Terry Nails - bajo
- Ian Astbury - voz, pandereta
- Mickey Curry - batería
- Axl Rose - voz en "I Did U No Wrong"
- Nikki Sixx - bajo, voz "We're No Saints"